# صالح أباد (همدان)
صالح أباد (بالفارسية: صالح‌آباد) هي مدينة تقع في إيران في Salehabad District. يقدر عدد سكانها بـ 7,708 نسمة .